# 초이 벽

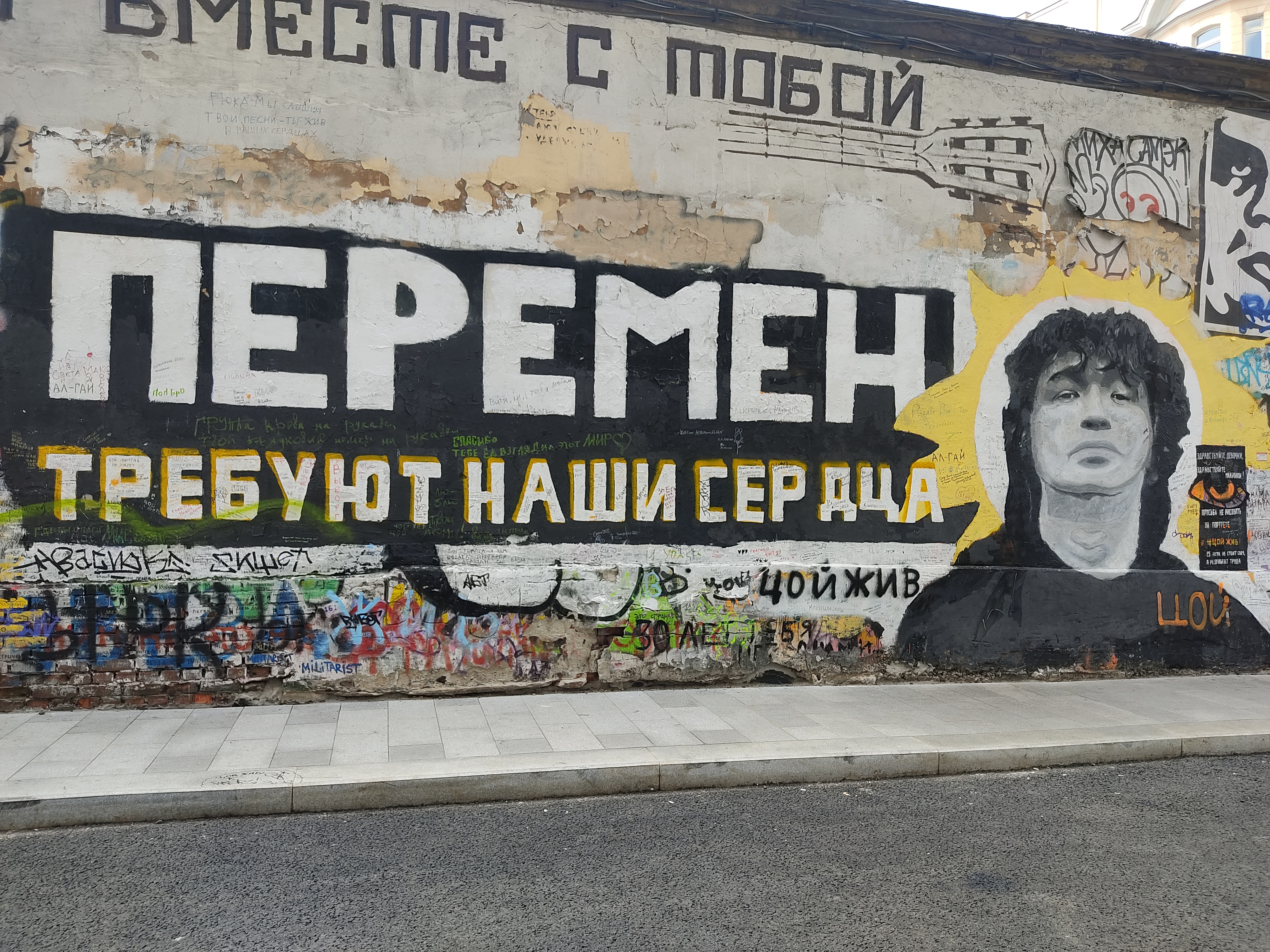

초이 벽(Стена Цоя)은 모스크바 아르바트 거리에 있는 벽으로 빅토르 최와 그가 속했던 밴드 키노와 관련된 그래피티로 뒤덮여 있다. 빅토르 최의 팬들이 담배를 두는 일이 빈번하다. 1990년 8월 15일 '빅토르 최가 오늘 죽었다'(Сегодня погиб Виктор Цой)라는 글이 검은색으로 벽에 새겨지고, 그 밑에 '초이가 살아있다'(Цой жив)라는 글이 새겨진 것에서 비롯됐는데 이후에도 계속 글자가 새겨졌다. 이후 상트페테르부르크, 하바롭스크, 드니프로, 세바스토폴에도 초이 벽이 조성됐다.

## 같이 보기
- 레논 벽